# Rodolphia hombergi
Rodolphia hombergi is een vlinder uit de familie wespvlinders (Sesiidae), onderfamilie Sesiinae.
Rodolphia hombergi is voor het eerst wetenschappelijk beschreven door Le Cerf in 1911. De soort komt voor in het Afrotropisch gebied.